# Ралф Крејг
Ралф Кук Крејг (енгл. Ralph Cook Craig; Детроит, 21. јун 1889 — Лејк Џорџ, 21. јул 1972) био је амерички атлетичар, чија су специјалност биле спринтерске трке. Био је двоструки олимпијски победник на Олимпијским играма у Стокхолму 1912. у тркама на 100 и 200 метара.

## Биографија
Крејг је спортску каријеру започео у трчању са препонама, да би се током студија на универзитету Мичиген усмерио спринтерске трке. Године 1910. освојио је ИЦ4А (Међуколегијална Асоцијација Аметерских Атлетичара Америке) првенство на 220 јарди, а исти успех постигао је и следеће године.
Године 1912. Крејг се квалификовао за олимпијске игре и отпутовао у Шведску, где се пласирао у финале трке на 100 метара. Велики фаворит за злато био је његов земљак Доналд Липинкот, који је у предтакмичењу поставио светски рекорд од 10,6. У финалу после седам погрешних стартова, победио је Крејг са 10,8, док је Липинкот завршио као трећи. Други дуел Крејга и Липикота био је у финалу на 200 м, где је Крејг победио и освојио још једну титулу. Крејг није био део америчке штафете 4 х 100 м, која је дисквалификована у финалу.
Одмах након Игара, Ралф Крејг се повукао из спорта. Вратио се тек на Олимпијским играма 1948. у Лондону, где је имао част да носи америчку заставу на отварању Игара. Био је члан америчке једриличарске репрезентације, али се није такмичио.
Године 2010. Крејг је уврштен у америчку атлетску кућу славних.